# Sander Mulder
Sander Mulder (* 19. Juli 1969 in Hengelo) ist ein niederländischer Beachvolleyballspieler.

## Karriere
Mulder spielte seine ersten internationalen Turniere 1994 mit Michel Everaert. Bei den Marseille Open erreichten Mulder/Everaert den 13. Platz. Wenig später kamen sie als Neunte der Fortaleza Open erstmals in die Top Ten. Auf der World Tour 1995 wurden sie vier Mal Neunter und kamen bei den anderen Turnieren auf den 13. oder 17. Rang. 1996 schafften sie nach zwei neunten Plätzen in Marbella und João Pessoa beim Turnier in Alanya mit dem siebten Rang ihr bestes Ergebnis. Außerdem qualifizierten sie sich für die Olympischen Spiele 1996 in Atlanta. Dort verloren sie ihr erstes Spiel gegen die späteren Halbfinalisten Maia/Brenha. In der Verlierer-Runde mussten sie sich dem tschechischen Duo Palinek/Pakosta ebenfalls geschlagen geben und schieden aus dem Turnier aus. Ihren letzten gemeinsamen Auftritt hatten Mulder/Everaert 1997 bei den Ostende Open.
2001 kehrte Mulder mit seinem neuen Partner Richard de Kogel zur World Tour zurück. Nach einem erfolglosen Start in Gstaad kamen Mulder/Kogel in Ostende auf den 25. Platz. 2002 schafften sie zunächst bei den Open-Turnieren und beim Grand Slam in Klagenfurt keine vorderen Platzierungen. Bei den Cádiz Open steigerten sie sich dann jedoch auf den fünften Rang. Der Einzug ins Viertelfinale war das bislang beste Ergebnis eines niederländischen Teams bei einem Turnier der World Tour. Die Europameisterschaft in Basel war für die beiden Niederländer hingegen nach zwei Niederlagen gegen die Österreicher Gartmayer/Nowotny und ihre Landsleute Backer/Ronnes früh beendet.
Im ersten Turnier 2003 erzielten Mulder/Kogel in Rhodos als Neunter ein weiteres Top-Ten-Ergebnis. Nach dem anschließenden 17. Platz in Gstaad kamen sie auf der World Tour nicht mehr über den 25. Rang hinaus. Bei der Weltmeisterschaft in Rio de Janeiro erreichten sie als Gruppendritte der Vorrunde die KO-Phase. In der ersten Hauptrunde mussten sie sich dann in drei Sätzen dem australischen Duo Prosser/Williams geschlagen geben. 2004 spielten sie noch vier Open-Turniere sowie den Grand Slam in Berlin. Ihr bestes Ergebnis des Jahres war der 25. Platz in Kapstadt.